# Muchomůrka šafránová
Muchomůrka šafránová (Amanita crocea), jinak také pošvatka šafránová nebo pošvatka oranžová je druh houby z čeledi muchomůrkovité (Amanitaceae).

## Znaky
Klobouk má v průměru 3–12 cm, nejprve vejčitý se postupně rozevírá na tupě kónický až ploše klenutý s tupým hrbolkem. Okraje jsou výrazně radiálně rýhované. Pokožka je holá, lesklá, barvu má šafránovou, oranžovočervenou až oranžovou, stářím směrem od okrajů bledne.
Bílé, smetanové až žluté lupeny jsou u třeně nepřirostlé, na klobouku jsou hustě uspořádané. Výtrusný prach je bílý.
Třeň je 8,5–23 cm dlouhý, dutý, válcovitý až lehce kuželovitý, šupinatý, má (bledě) oranžovou barvu, vyrůstá z bílé pochvy, prstenec chybí.
Dužnina je bílá, tenká, velmi křehká, voní slabě, příjemně, chuťově je nevýrazná.

## Užití
Jedovatá houba, po dostatečně dlouhé tepelné upravě však jedlá.

## Ekologie
Od června do listopadu roste nehojně na světlých, spíše kyselých místech, např. v parcích, stromořadích, světlých lesích a lesních okrajích, na zahradách, apod. Ze stromů preferuje břízu, se kterou tvoří mykorhizu.

## Rozšíření
Druh byl popsán v oblastech Severní Ameriky, Islandu, Evropy, Blízkého východu a Ruska.

## Galerie

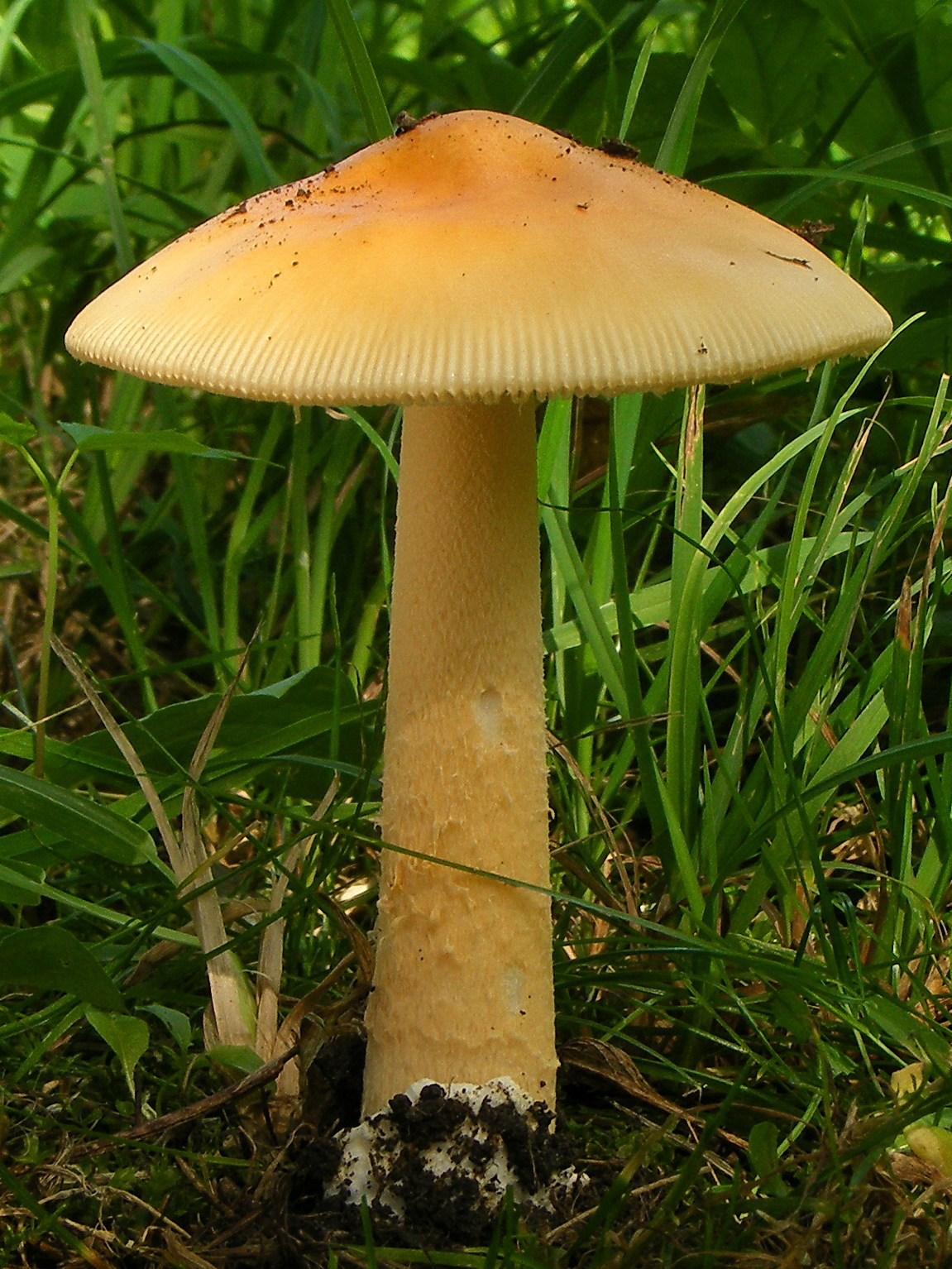
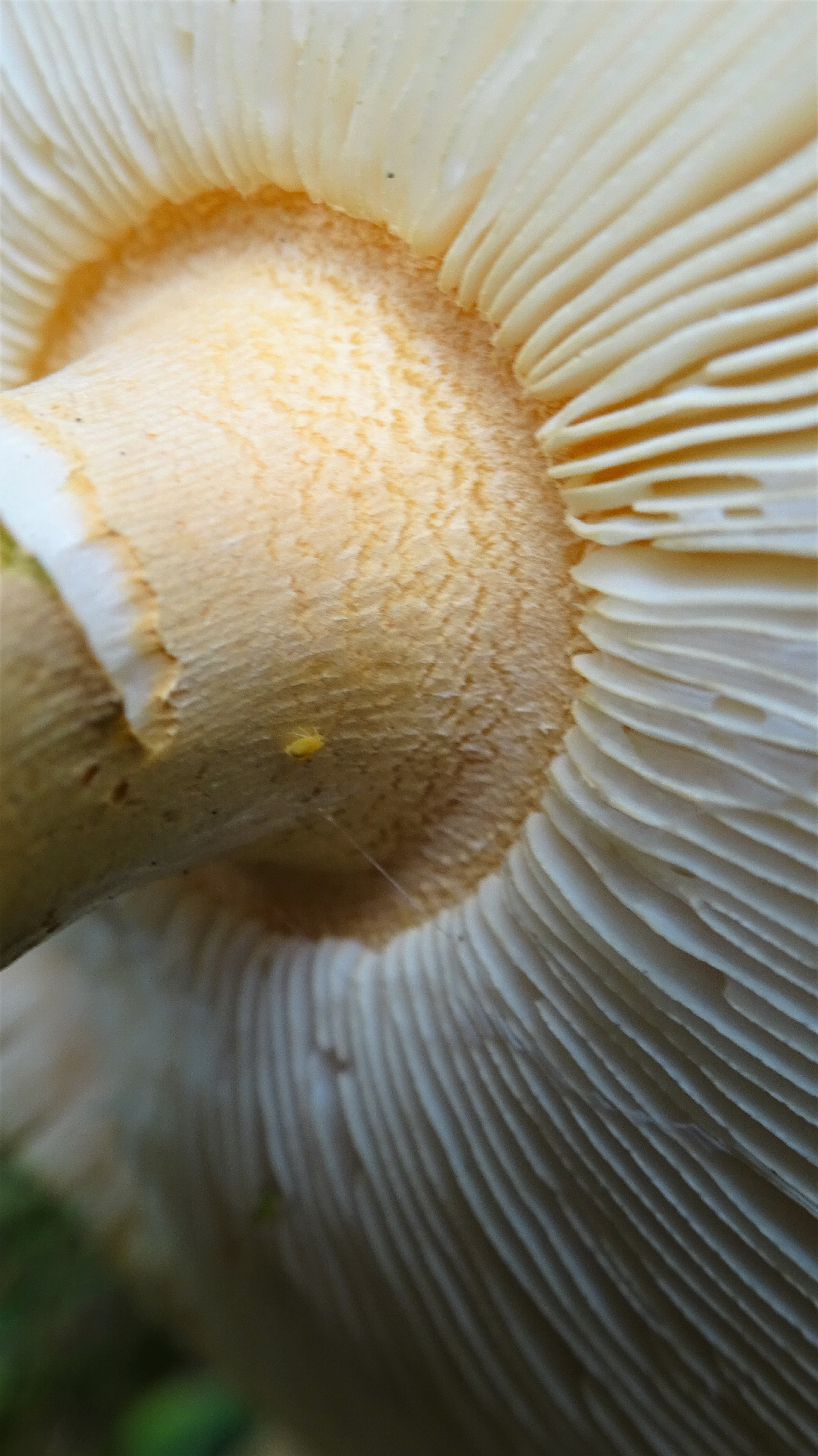
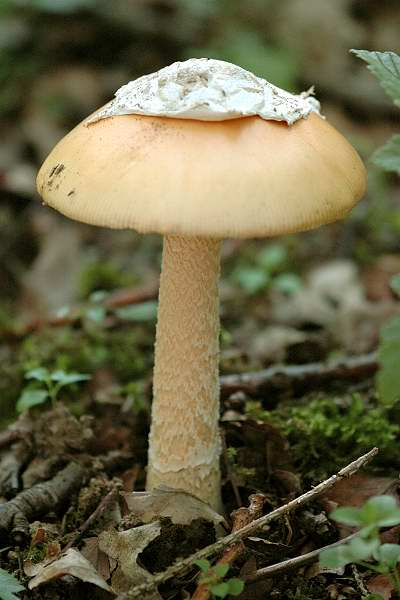
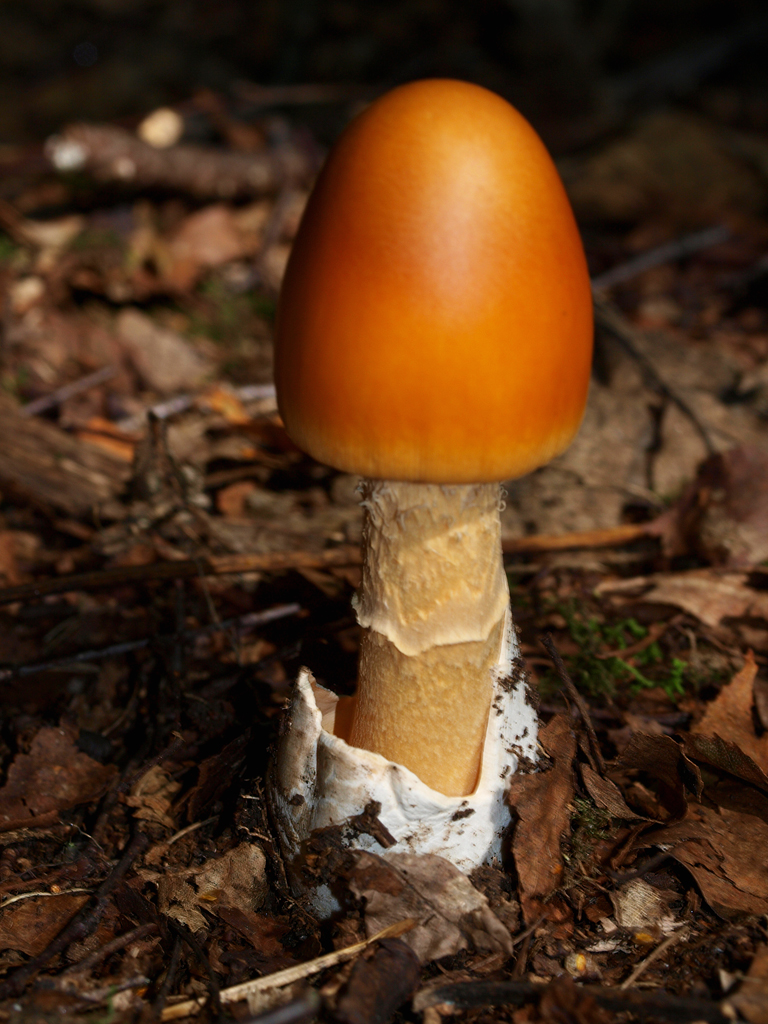
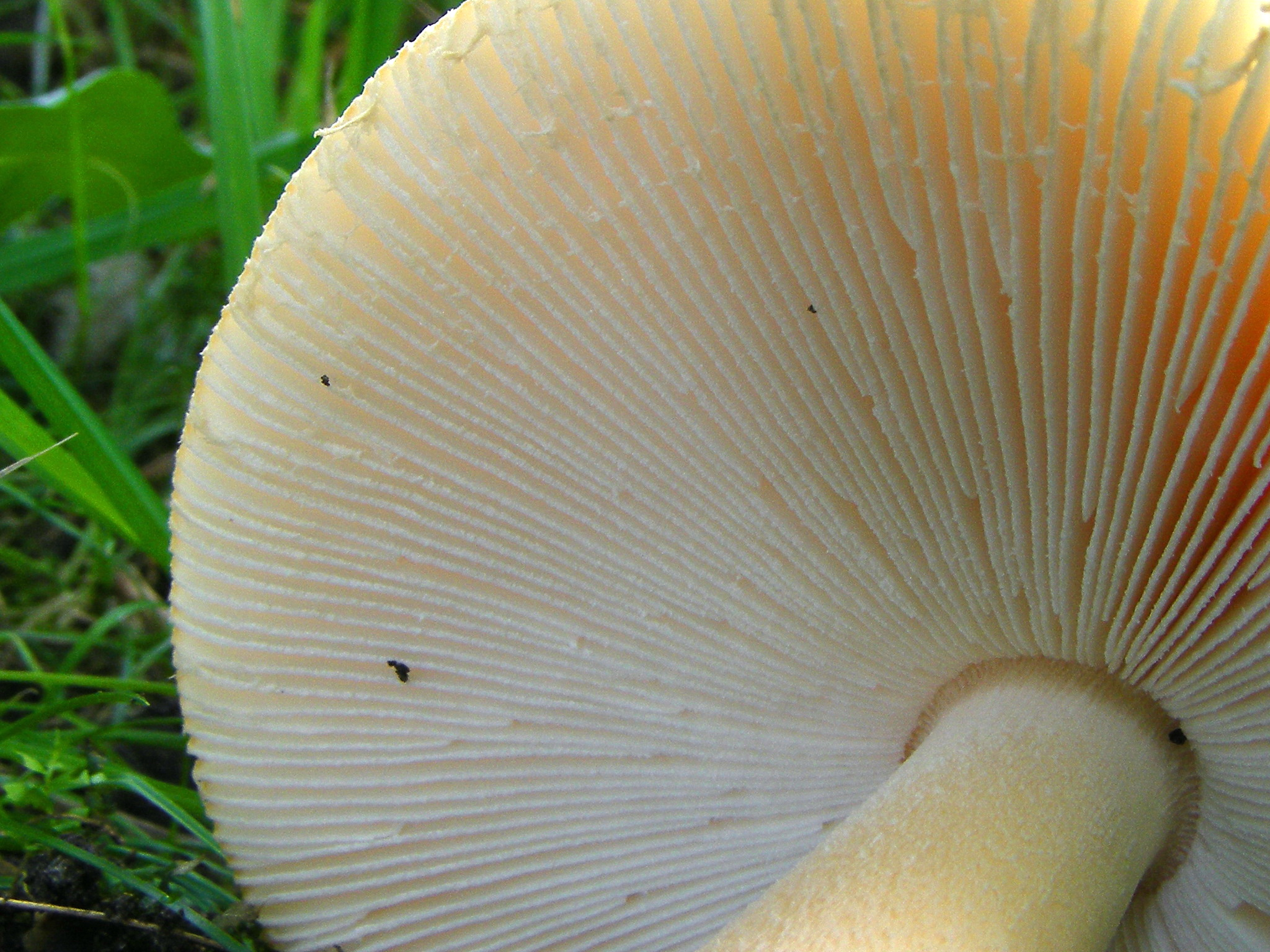

## Možnost záměny
- Muchomůrka plavá (Amanita fulva)[5]